# 无限引擎
无限引擎（英語：Infinity Engine）是一款电脑游戏引擎，使用它可以制作出等距投影的角色扮演游戏。无限引擎最初由BioWare为一款开发时暂定名称为的游戏而开发，它后来成为了博德之门系列游戏的第一部：《博德之门》。无限引擎也被整个博德之门系列所使用。Interplay的黑岛工作室也拥有这款引擎的使用权，冰风谷系列和《异域镇魂曲》也使用了这款引擎。

## 使用无限引擎的商业游戏
以下这些商业角色扮演游戏使用了无限引擎：
- 博德之门（1998年）
  - 博德之门：剑湾传奇（1999年）
- 异域镇魂曲（1999年）
- 冰风谷（2000年）
  - 冰风谷：冬之心（2001年）
  - 冰风谷：冬之心：勒马斯特试炼（2001年）
- 博德之门II：安姆的阴影（2000年）
  - 博德之门II：巴尔的王座（2001年）
- 冰风谷II（2002年）